# Bohdan-Ihor Antonyč
Bohdan-Ihor Antonyč (ukrajinsky Богдан-Ігор Анто́нич; 5. října 1909, Novycja, Malopolské vojvodství, Polsko – 6. července 1937, Lvov, Ukrajina) byl ukrajinský modernistický básník a prozaik.
Kvůli oficiálnímu zákazu se stal známým až v polovině 60. let; od té doby značnou měrou ovlivňuje současnou ukrajinskou poetiku. V jeho díle se objevuje filosofická lyrika, náboženské, kosmologické a hédonistické motivy, ohlas lemkovského folklóru a pohanské symboliky; vliv Omara Chajjáma, Walta Whitmana, Gabriela d'Annunzia. Zemřel ve věku 28 let po komplikovaném zánětu slepého střeva.
Legendami opředený život a dílo B.-I. Antonyče inspirovalo Jurije Andruchovyče k napsání románu Dvanáct obručí.

## Dílo
- Bohdan-Ihor AntonyčAutobiografie (Автобіографія)

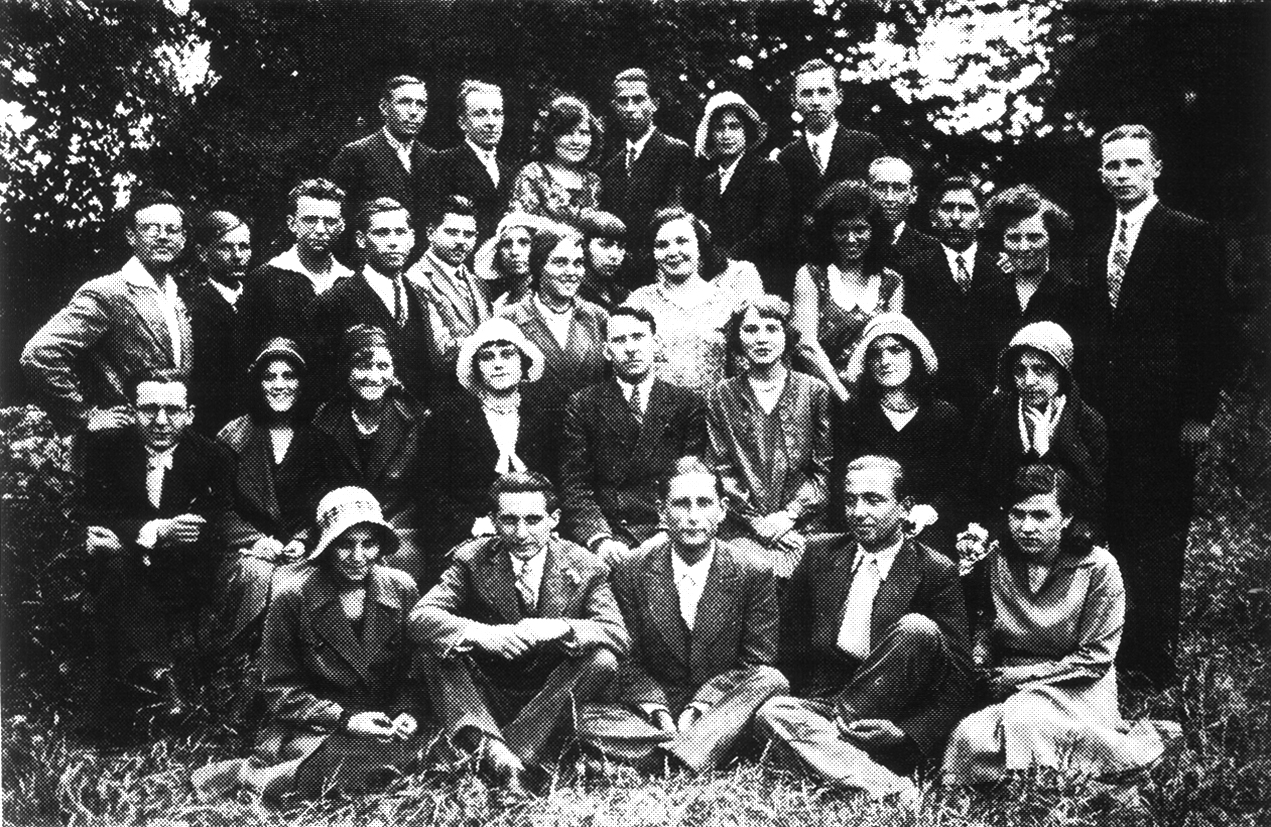
Bohdan-Ihor Antonyč

- Zelená Evangelia (Зелена Євангелія), Lvov, 1938;
- Kniha Lva (Книга Лева), Lvov, 1936;
- Na druhém břehu (На другому березі – nedokončený román)
- Pozdrav životu (Привітання життя), Lvov, 1931;
- Píseň o nezničitelnosti hmoty (Пісня про незнищенність матерії)
- Rotace (Ротації), Lvov, 1938.
- Tři prsteny (Три перстені), Lvov, 1934;
- publicistické statě
- překlady R. M. Rilka